# Jorge de Lalewicz
Jorge de Lalewicz (Wyłkowyszki 1875 - Buenos Aires, Argentina 1951) fue un pianista polaco . Inició sus estudios de música en su país natal. En Rusia profundizó sus conocimientos con grandes maestros como el compositor y director de orquesta Nikolái Rimski-Kórsakov y con Anatoli Liadov. Más tarde se consagró a la docencia, labor que desempeñó en los conservatorios de Odessa (Ucrania), Cracovia (Polonia) y Viena (Austria). En 1921 se estableció en la Argentina y, en Buenos Aires, sucedió en la Cátedra Superior de Piano del Conservatorio Nacional de Música y Arte Escénico al maestro Ernesto Drangosch. En su estudio se formaron reconocidos pianistas argentinos como Lía Cimaglia Espinosa, Pía Sebastiani, Silvia Eisenstein, Flora Nudelman o Pedro Alejo Sáenz Amadeo, Juan Schultis, María 'Lily' Kern de Sopeña, el compositor Arnaldo D’Espósito y la pianista Victoria Kamhi (en Viena), esposa del compositor español Joaquín Rodrigo, entre otros. Falleció en Buenos Aires en 1951.